# Rhythm + Flow
Rhythm + Flow est une émission de télévision de téléréalité musicale produite par Netflix dans laquelle des artistes hip-hop jugent et critiquent des rappeurs encore non signés par un label.
La première saison, tournée aux États-Unis et diffusée du 9 octobre 2019 au 23 octobre 2019, est présentée par Cardi B, Chance the Rapper et Tip "T.I." Harris avec l'aide de juges invités.
Une version française intitulée Nouvelle École, avec Shay, Niska et SCH en tant que juges, sort en juin 2022 sur la plateforme.

## Production
Rhythm + Flow est la première téléréalité musicale développée pour Netflix. Il s'agit également de la première émission majeure de compétition consacrée au hip-hop. Les compétiteurs ne sont pas forcés de censurer leurs paroles dans la mesure où la réglementation concernant la régulation de l'audiovisuel ne s'applique pas à Netflix.

### États-Unis
Les quatre premiers épisodes de Rhythm + Flow sont diffusés sur Netflix le 9 octobre 2019,, les trois épisodes suivants le 16 octobre 2019 et les trois épisodes finaux le 23 octobre 2019. L'échelonnage de la diffusion des épisodes permet à l'émission de se rapprocher du format traditionnel des compétitions musicales et de créer du suspense avant l'annonce du gagnant.
Contrairement à la plupart des compétitions musicales, le gagnant ne remporte pas un contrat avec un label discographique mais la somme de 250 000 $.

## Candidats

### États-Unis
| Nom                | Résultat           |
| ------------------ | ------------------ |
| D Smoke (en)       | Gagnant            |
| Flawless Real Talk | 2e place           |
| Londynn B          | 3e place           |
| Troyman            | 4e place           |
| Caleb Colossus     | Éliminé (5e place) |
| Sam Be Yourself    | Éliminé (6e place) |
| Ali Tomineek       | Éliminé (7e place) |
| Big Mouf'bo        | Éliminé (8e place) |

## Distinctions

### États-Unis
| Prix                                 | Année | Catégorie                                                                              | Résultat | Ref.  |
| ------------------------------------ | ----- | -------------------------------------------------------------------------------------- | -------- | ----- |
| HipHopDX Awards                      | 2019  | Meilleure émission télévisée de l'année                                                | Lauréat  | [ 5 ] |
| 51e cérémonie des NAACP Image Awards | 2020  | Programme de réalité exceptionnelle, série de concours de télé-réalité ou jeu télévisé | Lauréat  |       |